# Gustav Diercks
Theodor Gustav Diercks (* 13. Januar 1852 in Königsberg, Preußen; † 4. Januar 1934 in Berlin, Deutsches Reich) war ein deutscher Kulturhistoriker, Ethnologe, Orientalist, Schriftsteller und Freimaurer.

## Berufliche Laufbahn

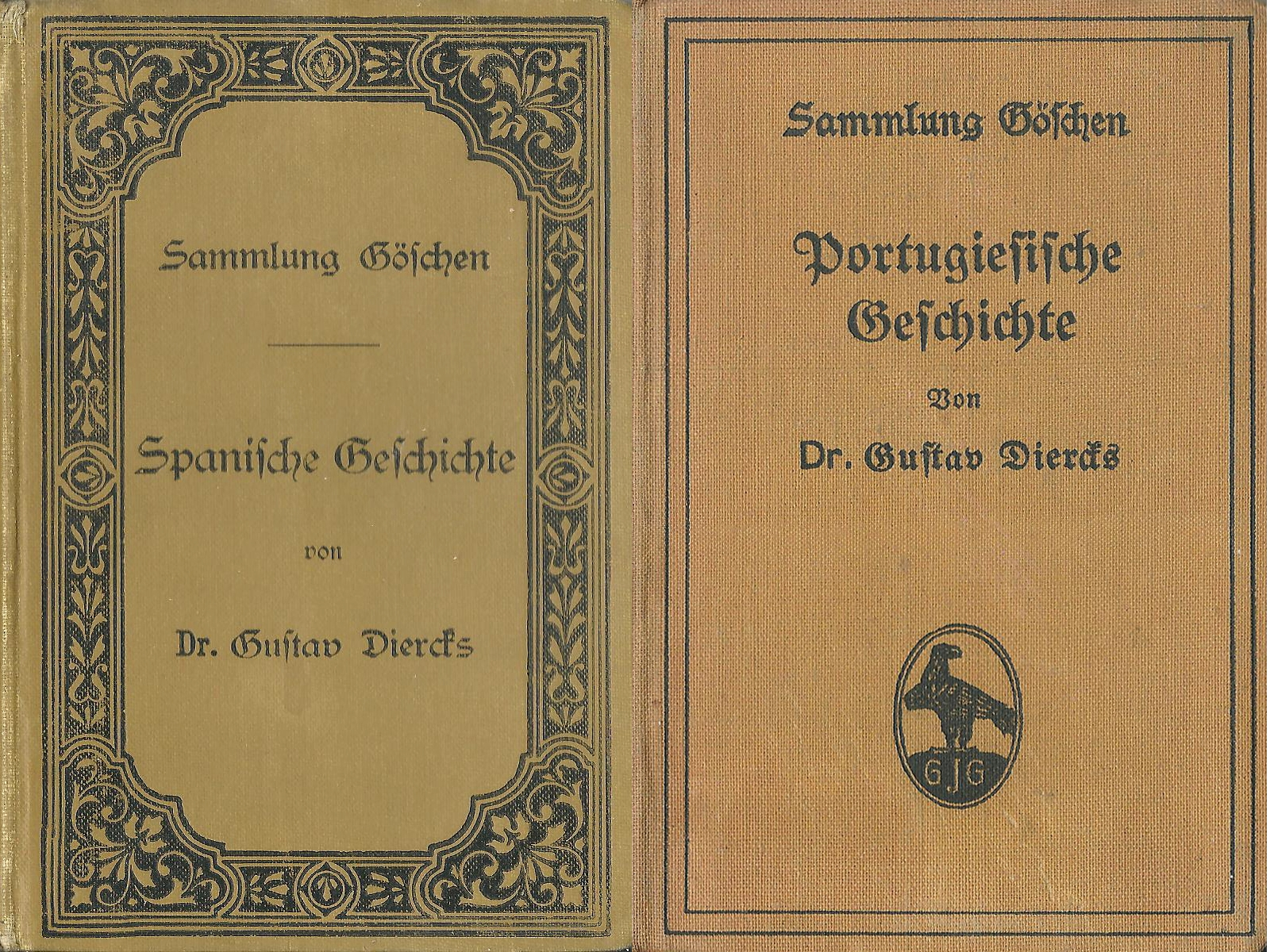
Diercks' Spanische Geschichte und seine Portugiesische Geschichte erschienen in der Sammlung Göschen

Diercks machte sein Abitur am Kneiphöfischen Gymnasium in Königsberg, wo er mit dem Studium und Vergleich orientalischer Sprachen begann. An der Humboldt-Universität zu Berlin studierte er Islamwissenschaften bei Emil Rödiger und promovierte in islamischer Geschichte. Im Alter von 20 Jahren wirkte er schon selbst als Professor für Sanskrit, Persisch und Arabisch an der Universität von Neapel sowie als Bibliothekar in Kairo. Nach Deutschland zurückgekehrt, arbeitete er zunächst als Privatlehrer in Annaberg, ab 1875 dann als Vikar in Zittau. Ab 1877 lebte er aus gesundheitlichen Gründen in Spanien, Portugal und Marokko. Diercks war korrespondierendes Mitglied der königlich-spanischen Akademie für Geschichte. Als Privatgelehrter dozierte er ab 1891 an der Humboldt-Akademie in Berlin und lebte in Steglitz. Als Auslandskorrespondent verschiedener Zeitungen war Diercks oft auf Reisen und veröffentlichte zahlreiche Abhandlungen vor allem über nordafrikanische sowie spanische Geschichte. Darin unterstellte er beispielsweise Marokko „eine der niedrigsten Entwicklungsstufen des Kulturlebens überhaupt“.

## Freimaurerei
Gustav Diercks war Freimaurer in der Loge Bruderbund in Steglitz und wirkte zeitweise im Rahmen der Großen National-Mutterloge „Zu den drei Weltkugeln“ als deren 2. Großarchivar und als Redakteur der Mitgliederzeitschrift Bundesblatt.

## Veröffentlichungen (Auswahl)
- Die Araber im Mittelalter und ihr Einfluß auf die europäische Kultur (1875/1882)
- Literatur-Tafeln – Synchronistische Darstellung der Weltliteratur in ihren hervorragendsten Vertretern (1878)
- Die Entwicklungsgeschichte des Geistes der Menschheit (1881/1882)
- Zur tunesischen Frage In: Die Gegenwart, Band XIX (1881)
- Das moderne Geistesleben Spaniens (1883). Digitalisat
- Poetische Turniere (1884)
- Nordafrika im Lichte der Kulturgeschichte (1886)
- Die arabische Kultur im mittelalterlichen Spanien (1887)
- Helgoland (1891) (Digitalisat)
- Kulturbilder aus den Vereinigten Staaten (1893)
- Ein Jahrhundert nordamerikanischer Kultur (1893)
- Marokko und die deutschen Interessen (1893)
- Marokko – Materialien zur Kenntniss und Beurteilung des Scherifenreiches und der Marokko-Frage (1894)
- Geschichte Spaniens von den frühesten Zeiten bis auf die Gegenwart (1895/1896)
- Männer der Zeit – Lebensbilder hervorragender Persönlichkeiten der Gegenwart und jüngsten Vergangenheit (1898)
- Spemanns goldenes Buch der Weltliteratur (1901/1912)
- Spanien – kulturgeschichtliche und wirtschaftliche Betrachtungen (1901)
- Die Kunst im heutigen Spanien (1902)
- Die Jesuiten (1903)
- Spanische Geschichte (1905)
- Die Marokkofrage und die Konferenz von Algeciras (1906)
- Das moderne Spanien (1908)
- Kreuz und Halbmond (1910)
- Portugiesische Geschichte (1912)
- Das moderne Portugal (1913)
- Hie Allah! Das Erwachen des Islam (1914)
- Weltwirtschaftliches Archiv (1919/1920)
- Geschichtstafeln von der ältesten Vorzeit bis Neunzehnhundert (1922)
- Das ferne Land im Bild (1930)
- Europe's Debt to Islam – The Arabs in the Middle Ages and Their Influence on the Culture of Europe (1930)